# Olga Biglieri
Olga Biglieri Scurto (* 15. März 1915 in Mortara, Königreich Italien; † 2002 in Rom, Italien) war eine italienische Malerin, Journalistin und Fliegerin. Sie war die einzige Pilotin in der Gruppe der Futuristen und eine Vertreterin der Aeropittura.

## Leben und Werk
Biglieri war die Tochter eines Gutsbesitzers und wuchs in einem bürgerlichen und konservativen Umfeld auf. Ab ihrem elften Lebensjahr studierte sie Zeichnen und war die erste Frau, die eine Segelflugschule besuchte. Sie erwarb mit 16 Jahren ihren Pilotenschein im Aeroclub von Càmeri in Novara und 1933 das Patent für Motorflugzeuge. Sie besuchte Kurse an der Brera Academy in Mailand und bereits ihr erstes Gemälde Vomito dall’aereo war von den Empfindungen des Fliegens inspiriert.

## Futurismus
1935 nahm sie an einem Futuristenabend im Teatro Coccia in Novara teil und trat in Kontakt mit der Futuristengruppe aus Verona. Filippo Tommaso Marinetti traf sie zufällig, als dieser ein Bild von ihr im Schaufenster eines Mailänder Einrahmers sah, welches für ihre erste Einzelausstellung in Novara bestimmt war. Marinetti lud sie zur XXI. Biennale di Venezia ein, wo sie das Gemälde L’Aeroporto abbranca l’aeroplano ausstellte.
Sie nahm das Pseudonym Barbara an und heiratete 1939 den futuristischen Schriftsteller Ignazio Scurto, der zusammen mit dem Bildhauer und Maler Renato Di Bosso die Futuristische Krawatte entwickelt hatte, eine Anti-Krawatte aus Metall. Biglieri illustrierte für den Roman ihres Mannes Der Flughafen das Cover.
1940 und 1942 stellte sie erneut auf der Biennale in Venedig aus. Daraufhin distanzierte sie sich vom Futurismus, auch wenn sie 1943 noch als Futuristin auf der römischen Quadriennale ausstellte.
Während ihr Ehemann im Zweiten Weltkrieg zuerst in Frankreich und dann in Russland eingesetzt war, schrieb sie Kurzgeschichten, mit denen sie sich mehr als mit ihren Bildern finanziell versorgen konnte.

## Pazifistin und Tätigkeit als Journalistin
1954 starb ihr Ehemann und sie zog mit ihren Töchtern in die Berge im Val d’Ossola. Sie malte viele Jahre lang nicht mehr, sondern arbeitete als Journalistin. Bei Rai Radio 1 moderierte sie Stella Polare, eine tägliche Modesendung, wo sie Moderatschläge gab, und gründete in den frühen 1960er in Rom eine Presseagentur, Telex-Press.
1959 kaufte sie ein Haus in Rom und nahm 1964 ihre malerische Tätigkeit wieder auf. Durch die Freundschaft mit dem schwedischen Maler Gösta Liljestrom widmete sie sich der Aquarellmalerei und experimentierte mit der Kunst der Wandmalerei. Sie schrieb weiter Geschichten für Kinder und Texte für das Radio und organisierte auch Events und Modenschauen. Sie schloss sich zunächst der Feministischen Bewegung an und wechselte dann zum Pazifismus.
Ab Ende der siebziger Jahre reiste sie in die Sowjetunion und nach Kuba, Japan, Kanada. Sie nahm 1978 am Internationalen Kinderfestival in Jalta und 1979 in Kuba am Weltjugendfestival teil.
Als sie 1981 in Rom in einem Malworkshop mit Kindern arbeitete, wurde sie von dem japanischen Pazifisten, Machiyo Kuroyama, angesprochen, der sie darum bat, ihren Handabdruck auf eine 10 Meter lange und 1,80 Meter breite Leinwandrolle zu hinterlassen. Dieser Der Baum des Friedens, ein Mosaik aus Händen und Texten zur Unterstützung des Friedens, auf dem viele Intellektuelle, Nobelpreisträger, wie Rita Levi Montalcini, und Überlebende der Atomkatastrophe den Abdruck ihrer Hände hinterließen, wurde 1986 dem Friedensmuseum Hiroshima übergeben. Die Leinwand wurde im Oktober 2002 anlässlich der Initiative CentoEventigiorni – Città della Pace, die zum XXV. Jahrestag des Pontifikats von Johannes Paul II. konzipiert wurde, für vier Monate nach Italien zurückgebracht.
1995 sprach sie bei den Feierlichkeiten zu Ehren von Marinetti über futuristische Frauen und 1998 nahm sie am Seminar über futuristische Flugzeugmaler teil. Im Jahr 2000 wurde sie von verschiedenen italienischen und japanischen Institutionen für den Friedensnobelpreis nominiert.
Sie veröffentlichte eine Autobiographie mit dem Titel Barbara dei Colori und malte bis zu ihrem Tod weiter. Nach langer Krankheit starb sie im Alter von 86 Jahren in Rom.

## Ausstellungen (Auswahl)
- 1938: IV. Sindacale d’Arte, Novara
- 1938: XXI. Biennale di Venezia
- 1939: Quadriennale di Roma
- 1940: Biennale di Venezia
- 1940: Mostra d’Oltremare, Neapel
- 1942: Biennale di Venezia
- 1983: Galleria Alzaia, Rom

## Ehrungen
- 2015 wurde in Novara eine Straße nach ihr benannt.